# Кастельнуово-Бормида
Кастельнуово-Бормида (итал. Castelnuovo Bormida) — коммуна в Италии, располагается в регионе Пьемонт, в провинции Алессандрия.
Население составляет 661 человек (2008 г.), плотность населения составляет 50 чел./км². Занимает площадь 13 км². Почтовый индекс — 15017. Телефонный код — 0144.
Покровителями коммуны почитаются святые Кирик и Иулитта, празднование 16 июля.

## Демография
Динамика населения:

## Администрация коммуны
- Официальный сайт: